# Gabriel Robledo
Gabriel Robledo (Buenos Aires, 14 de junio de 1993) es un Futbolista argentino. Actualmente juega en Independiente de Chivilcoy.

## Trayectoria
Fue incluido por primera vez en el plantel del primer equipo de Huracán en la temporada 2014. Permaneció, con poca participación en encuentros oficiales, hasta mediados de 2016, cuando fue cedido a préstamo al Deportivo Español.

## Clubes
| Club                                        | País      | Año           | PJ | Goles |
| ------------------------------------------- | --------- | ------------- | -- | ----- |
| Huracán                                     | Argentina | 2014 - 2016   | 15 | 0     |
| Deportivo Español                           | Argentina | 2016 - 2019   | 22 | 3     |
| Club Atlético San Telmo                     | Argentina | 2019-2021     | 30 | 2     |
| Club Atlético Social y Deportivo Camioneros | Argentina | 2021 -2022    | 13 | 0     |
| Club Deportivo Laferrere                    | Argentina | 2022 - 2023   | 20 | 1     |
| Club Sportivo General San Martín            | Argentina | 2023          | 18 | 1     |
| Independiente de Chivilcoy                  | Argentina | 2024-Presente | 2  | 0     |

## Palmarés

### Campeonatos nacionales
| Título         | Club    | País      | Año     |
| -------------- | ------- | --------- | ------- |
| Copa Argentina | Huracán | Argentina | 2013-14 |